# 146 Velorum
146 Velorum (L Velorum) é uma estrela na direção da Vela. Possui uma ascensão reta de 09h 34m 08.80s e uma declinação de −51° 15′ 19.0″. Sua magnitude aparente é igual a 5.01. Considerando sua distância de 931 anos-luz em relação à Terra, sua magnitude absoluta é igual a −2.27. Pertence à classe espectral B1.5IV.